# Cody Arens
Cody Arens (Vermont, 30 november 1993) is een voormalig Amerikaanse kindacteur en stemacteur. Hij is de broer van Logan Arens en Skye Arens. Hij is het meest bekend als de stem van Platvoet in de televisieserie gebaseerd op Platvoet en zijn vriendjes.
Hij speelde onder andere een kleine rol in The Suite Life of Zack & Cody, als broertje van Maddie, die gespeeld wordt door Ashley Tisdale.